# 賈昔剌
賈昔剌（?—?），元朝大兴县（今属北京）人。贾姓。
1224年，通过近臣入见拖雷的妻子唆鲁禾帖尼，从拖雷到和林，典司御膳。因为其胡须发黄，被赐名昔剌（羅馬化：shal，直译：「黄色」），非常被亲幸。忽必烈派他到弘吉剌之地从迎皇后，开始参与谋划帷幄。忽必烈即位，任提点尚食局、尚药局事，兼领进纳御膳生料。北方乞禄伦（克鲁伦河）部大雪，贾昔剌请买驼、马，补其死损，内府出衣币。贾昔剌死后，追封闻喜郡侯，谥敬懿。后来进封绛国公。有子丑妮子。

## 延伸阅读
[在维基数据编辑]
 《元史·卷169》，出自宋濂《元史》
 《新元史/卷175》，出自柯劭忞《新元史》